# Un vestido y un amor
«Un vestido y un amor» es una de las canciones más exitosas del artista argentino Fito Páez, lanzada en el álbum de larga duración El amor después del amor, de 1992.
La canción fue dedicada a la pareja de entonces del cantautor, la actriz Cecilia Roth, con quien posteriormente se casaría.

## Historia de la canción
Fito Páez conoció personalmente a la actriz argentina Cecilia Roth en 1991. Cecilia, que en la época vivía en España, había vuelto a la Argentina para recuperarse de las secuelas de una hepatitis. Fito Páez, siete años menor, era considerado el joven prodigio del rock argentino. Estaban en Punta del Este, Uruguay, en una fiesta de disfraces, cuando él le pidió a Cecilia que le sirviera una copa de vino. Cecilia en aquel momento era una mujer casada, o sea, ya tenía "un vestido y un amor".
Poco tiempo después, Cecilia había roto su compromiso, en la misma época que Fito. Ambos estaban con el corazón partido y juntos los corazones se recuperaron. Así surgieron las "margaritas del mantel", como Fito declaró en una entrevista 20 años después. 
Fito fue al apartamento de Cecilia, encendió un cigarrillo, se sentó al piano del hermano de Cecilia, que estaba en un costado del apartamento, y creó la canción. Se casaron en 1999.

"Esta canción surgió una noche, yo no tenía ni 30 años. Estaba desdentado y terminé en la casa de una mujer que nunca pensé que me fuera a dar bola. Era la mañana y ella quería que me fuera".
Fito Páez

### Análisis de la letra
La letra relata la admiración de un lírico al encontrar su musa inspiradora, sin saber si era un ángel o un rubí.
Las sensaciones que Fito relata al ver su musa, saliendo entre la gente a saludar, fumando drogas en Madrid, reflejan la luminosidad, como si aquella visión iluminara el día, la carretera, la vida de la persona amada. 
Justamente cuando él no buscaba a nadie, vio a su musa, que ya tenía "un vestido y un amor".

## Reediciones y versiones por otros artistas
La canción ha tenido una serie de reediciones y versiones, entre ellas:
- El propio Fito la reeditó en 4 álbumes: En Euforia, de 1996, grabada de forma acústica y acompañada de una orquesta; en Mi vida con ellas (2004) realizó una versión en vivo; en Moda y pueblo, de 2006, una versión orquestada; y en No sé si es Baires o Madrid realizó un dúo en vivo con Gala Évora.

- En la Argentina, la canción ha sido interpretada por Mercedes Sosa, Adriana Varela, Ana Belén, Andrés Calamaro, entre otros.

- En Brasil, fue grabada con enorme éxito por Caetano Veloso en el álbum Fina estampa[10] de 1994 con un arreglo más lento marcado por el violonchelo de Jacques Morelenbaum. La canción también fue interpretada y/o adaptada al portugués por otros cantantes, como Fagner y Elba Ramalho.

- En el álbum Homenaje a Fito Páez (varios artistas), de 2006, fue interpretada por Edgar Oceransky.

- En 2006, el cantante dominicano Víctor Víctor adaptó la canción al ritmo de bachata en su álbum Bachata entre amigos. La versión cuenta con la participación del propio Fito Páez.

- En 2012, la canción fue grabada por el francés Florent Pagny.[11]

- En 2018, Manuel Carrasco y Pablo Alborán reeditaron esta canción para el Especial de Navidad de TVE España.

## Banda sonora
- En 2005, la canción fue el tema de la escena final de la telenovela chilena titulada Gatas y tuercas.[12]
- En 2013, en la voz de Caetano Veloso, la canción fue el tema de Nido y Paloma en la banda sonora de la telenovela brasileña Rastros de mentiras.